# Tuʻi Haʻatakalaua
Les Tuʻi Haʻatakalaua étaient une dynastie de souverains tongiens, qui remonte au XVe siècle, lorsqu'elle prit le pouvoir à la dynastie Tuʻi Tonga.

## Détenteurs du titre
| Ordre | Nom              | Notes |
| ----- | ---------------- | --- |
| 1.    | Moʻungāmotuʻa    | Vers 1470. Il aurait été fait vice-roi par son frère aîné Kauʻulufonua I, alors Tuʻi Tonga. Alors que ce dernier restait dans sa résidence de Olotele à Muʻa, Moʻungāmotuʻa devait rester sur les terres basses de Fonuamotu, mais il revendique le lagon. Ces deux zones sont séparées par la route Fonuamoa. En tant que tel, ses suivants furent appelés les Kauhalalalo (personnes de la basse route) tandis que les chefs associés à la lignée Tuʻi Tonga devinrent connus sous le nom de Kauhalaʻuta. |
| 2.    | Tanekingaʻotonga | |
| 3.    | Vaʻematoka       | |
| 4.    | Siulangapō       | |
| 5.    | Vakalahimoheʻuli | Vers 1550, il autorise (ou son père) les Tuʻi Tonga à revenir après un exil aux Samoa. |
| 6.    | Moʻunga ʻo Tonga | Il a plusieurs fils qu'il nomme gouverneurs durant sa vie. L'un d'eux, Ngata, nommé dans le district de Hihifo, commence la lignée Tuʻi Kanokupolu. Une de ses filles se marie à Fatafehi, un Tuʻi Tonga, créant un lien entre les deux dynasties. |
| 7.,   | Fotofili         | Rencontré par Abel Tasman en 1643. |
| 8.    | Vaea             | Découvrant que les Tuʻi Kanokupolu sont devenus de sérieux rivaux; il entame une guerre contre Mataelehaʻamea. Sa fille est la dernière à épouser un Tuʻi Tonga, ʻUluakimata II. |
| 9.    | Moeakiola,       | Contemporain du Tuʻi Tonga Tuʻipulotu I, qui épouse une princesse Tuʻi Kanokupolu. |
| 10.   | Tatafu           | Premier à ne pas être le fils de son prédécesseur, puisque fils de Fotofili. |
| 11.   | Kafoamotalau     | Fils de Vaea, lors d'une succession rapide, avec déclin de la lignée Tuʻi Haʻatakalaua. Contemporain de Tuʻi Tonga Fakanaʻanaʻa. |
| 12.   | Tuʻionukulave    | |
| 13.   | Silivakaifanga   | |
| 14.   | Fuatakifolaha    | Fils de Tongatangataulupekifolaha (pas un Tuʻi Haʻatakalaua), petit-fils de Mataelehaʻamea, le Tuʻi Kanokupolu. |
| 15.   | Tupoulahi        | Abandonne en 1771 son titre de Tuʻi Kanokupolu du fait de son âge, et aurait reçu le titre de Tuʻi Haʻatakalaua. |
| 16.   | Maealiuaki       | Tuʻi Kanokupolu, se voit aussi offrir le titre de Tuʻi Haʻatakalaua du fait de son âge, qu'il ait accepté ou qu'il se soit considéré comme en retrait. Rencontre en 1777, alors qu'il était âgé, le capitaine James Cook et meurt peu après. Il est le dernier vrai Tuʻi Haʻatakalaua. Tout successeur nommé par la suite est sujet à caution. |
| 17..  | Mumui            | Son statut de Tuʻi Haʻatakalaua dépend du statut qu'a eu son frère, Maealiuaki. |
| 18.   | Toafunaki        | Est mentionné en 1790 comme Tuʻi Haʻatakalaua par les missionnaires, mais ne semble pas avoir pris de fonctions officielles. Il est mort jeune, en 1797. Sa ré-inhumation en 1799 permet l'assassinat de Tuʻi Kanokupolu Tukuʻaho. |
| 19.   | Mulikihaʻamea    | Vrai Tuʻi Haʻatakalaua ou non, il fut aussi Tuʻi Kanokupolu pendant un temps. Certains le situent après Maealiuaki, d'autres à la place de Toafunaki. Son fils Fatukimotulalo a pour fils Tungī Halatuituia. De là, la lignée prend le titre de Tungī, qui est encore le plus haut titre de noblesse des Tonga. Le fils de Halatuituia est Tukuʻaho, lui-même père de Viliami Tungī Mailefihi. |

## Titres de noblesse assimilés
Quatre des 33 titres de noblesses héréditaire des Tonga proviennent des Tuʻi Haʻatakalaua. Ces titres sont ceux de : Tungī, Luani, Fotofili et Fakafānua. Ils sont appelés collectivement les Fāaʻi hai (les Quatre).

## Tombes
Les tombes traditionnelles des Tuʻi Haʻatakalaua à Lapaha sont : Fale pulemālō, Fale fakauō, Fale tuingapapai (ou tuipapai), Fale loloʻamanu (aujourd'hui séparée en (Fale) Loʻāmanu et Tauhakeleva). Ces cinq tombes sont considérées comme langi bien qu'elles n'en portent pas le nom car les langi sont destinés seulement au Tuʻi Tonga.